# 新会郡
新会郡，中国东晋时设置的郡。
元熙二年（420年）分南海郡置，治所在盆允县（今广东省江门市新会区北杜阮镇）。辖境约当今广东省江门、开平、台山等市地。属广州。隋开皇九年（589年），隋灭南陈，废。 

## 行政長官

### 劉宋新會太守
- 馮業，龍城人[1]。
- 趙超民[1]